# Sukhoj Su-34
Sukhoj Su-34 (russisk: Сухой Су-34, NATO-rapporteringsnavn:Fullback) er et to-motoret, to-sædet supersonisk jagerbombefly. Flyet fløj første gang i 1990 og var tiltænkt brug i Sovjetunionens luftvåben, men blev i stedet anvendt af Ruslands luftvåben.
Su-34 er baseret på jagerflyet Sukhoj Su-27 Flanker, men har et to-sædet cockpit, hvor piloterne sidder ved siden af hinanden. Su-34 er udviklet til indsættelse primært mod mål på jorden og til vands og taktisk bombning. Su-34 vil på sigt afløse det taktiske angrebsfly Su-24 og langdistancebombeflyet Tu-22M.
Su-34 benyttes af Ruslands luftvåben. Der er også indgået eksportaftale med Algeriet, der har bestilt fly til levering i 2021.
Su-34 har været indsat i Syrien, hvor det fra en den russiske luftbase Khmejmim Air Base nær Latakia har angrebet militære mål. Det russiske luftvåben har endvidere anvendt Su-34'ere under Ruslands invasion af Ukraine i 2022. Mindst to Su-34'ere er pr. 5. marts 2022 skudt ned under konflikten.

## Varianter
- Su-34 – basisudgave.
- Su-32 – eksportmodel, tilbudt til Algeriet i 2012.
- Su-34M / Su-34 NVO – moderniseret udgave med omfattende opgradering af avionics.[14][15][16][17]
- Su-34ME – udgave af Su-34M til levering til Algeriet. Eksportversionen adskiller sig alene fra den russiske Su-34M i kommunikationsudstyret.[18]

## Galleri
- En russisk Su-34 ved Khmejmim Air Base i Syrien
- Tegninger af Su-34
- En Su-34 ved luftbasen i Lipetsk
- Russisk Su-34 på startbanen